# Лі Чхі Ан
Лі Чхі Ан (кор. 리치안, нар. 7 липня 1945) — північнокорейський футболіст, що грав на позиції півзахисника за клуб «8 лютого», а також національну збірну КНДР.

## Клубна кар'єра
На клубному рівні грав за «8 лютого».

## Виступи за збірну
Викликався до національної збірної КНДР. 
Був у заявці національної команди на чемпіонат світу 1966 року в Англії, де вона вибула з боротьби лише на стадії чвертьфіналів. Утім залишався гравцем резерву і в іграх світової першості на поле не виходив.